# チーフ・ダン・ジョージ
チーフ・ダン・ジョージ（Chief Dan George,  1899年7月24日 - 1981年9月23日）は、カナダ出身の俳優である。1971年に出演した『小さな巨人』では、アカデミー助演男優賞にノミネートされている。

## 来歴
1899年、ブリティッシュコロンビア州のノースバンクーバー生まれ。もともとは「Slahoot」という苗字だったが、5歳の時にカナダ国内のネイティヴ専用の学校に入学する際に「ジョージ」に変更している。俳優になる前は、スクールバスの運転手や沖仲仕など様々な職を経験した。
1960年、既にジョージ自身は60歳を超えていたが、テレビシリーズの『Cariboo Country』で俳優デビュー。その後もそこまで多くはないが俳優活動を継続させ、1970年にダスティン・ホフマン、フェイ・ダナウェイらが出演する『小さな巨人』へ出演。その演技が高い評価を受けて、翌年のゴールデン・グローブ賞とアカデミー助演男優賞にノミネートされた。その効果もあってか1970年代は様々な出演作品にも恵まれ、順調に出演作を増やしている。

### 死去
1981年、ブリティッシュコロンビア州のバンクーバーにて死去。82歳だった。

## 出演作品

### 映画
- Smith! (1969)
- 小さな巨人 Little Big Man (1970)
- The Special London Bridge Special (1972) ※テレビ映画
- Cancel My Reservation (1972)
- Alien Thunder (1974)
- 遥かなる子熊の森 The Bears and I (1974)
- ハリーとトント Harry and Tonto (1974)
- Cold Journey (1975)
- アウトロー The Outlaw Josey Wales (1976)
- Shadow of the Hawk (1976)
- Americathon (1979)
- Spirit of the Wind (1979)
- ナッシング・パーソナル Nothing Personal (1980)

### テレビドラマ
- Cariboo Country (1960)
- 名犬ロンドン物語 The Littlest Hobo (1964)
- ハイシャパラル The High Chaparral (1969)
- The Manipulators (1971)
- ボナンザ Bonanza (1971)
- 保安官サム・ケイド Cade's County (1972)
- ドクター・ウェルビー Marcus Welby, M.D. (1972)
- The Beachcombers (1972 - 1981)
- 燃えよ! カンフー Kung Fu (1973)
- 警部マクロード McCloud (1975)
- What Really Happened to the Class of '65? (1978)
- Centennial (1978)
- 超人ハルク The Incredible Hulk (1979)
- マット&ジェニー Matt and Jenny (1980)